# Tomasi Puapua
Tomasi Puapua (10 de septiembre de 1938-) es un político de Tuvalu.

## Primer ministro
Puapua se desempeñó como el segundo primer ministro de Tuvalu entre 1981 y 1989. En un país que ve frecuentes cambios en sus gobernantes, Puapua se destaca por haber sido el que más largo tiempo ha ocupado este puesto.

## Gobernador general
Habiendo ejercido el cargo de ejecutivo senior por muchos años, Puapua sirvió como gobernador general de Tuvalu en representación de Su Majestad la Reina Isabel II del Reino Unido entre 1998 y 2003, que es una oficina de alto nivel en términos de protocolo, pero es de naturaleza ceremonial.